# Svenska mästerskapen i kortbanesimning 1958
Svenska mästerskapen i kortbanesimning 1958 avgjordes i Forsgrénska badet, Stockholm 1958. Det var den sjätte upplagan av kortbane-SM.

## Medaljsummering

### Herrar
| Gren            | Guld                                                          | Guld             | Silver                     | Silver               | Brons                   | Brons              |
| 800 m frisim    | Willy Hemlin 9.49,4                                           | Simklubben S02   | Christer Junefelt 10.01,9  | Jönköpings SLS       | Glen Pettersson 10.03,2 | Upsala SS          |
| 100 m fjärilsim | Peter Bergengren 1.05,6                                       | Skellefteå SK    | Bengt Rask 1.06,5          | Stockholms KK        | Bo Larsson 1.06,6       | SoIK Hellas        |
| 200 m ryggsim   | Lars Eriksson 2.26,5                                          | SoIK Hellas      | Bengt-Olov Almstedt 2.28,6 | Örebro SS            | Willy Hemlin 2.28,9     | Simklubben S02     |
| 100 m bröstsim  | Roland Lundin 1.15,0                                          | SK Ran           | Rolf Junefelt 1.15,3       | Jönköpings SLS       | Lennart Fröstad 1.15,4  | SoIK Hellas        |
| 4x100 m frisim  | SK Neptun 3.55,5                                              | SK Neptun 3.55,5 | Skellefteå SK 4.00,4       | Skellefteå SK 4.00,4 | SoIK Hellas 4.03,9      | SoIK Hellas 4.03,9 |
| 4x100 m frisim  | Per-Olof Ericsson Lars Hennix Bengt Nordvall Per-Ola Lindberg |                  |                            |                      |                         |                    |

### Damer
| Gren           | Guld                                                           | Guld             | Silver                    | Silver        | Brons                     | Brons           |
| 200 m frisim   | Barbro Andersson 2.27,0                                        | SK Ran           | Bibbi Segerström 2.27,7   | SK Neptun     | Karin Larsson 2.27,7      | SK Ran          |
| 200 m ryggsim  | Bibbi Segerström 2.41,9                                        | SK Neptun        | Karin Larsson 2.45,0      | SK Ran        | Gull-Britt Jönsson 2.45,0 | SK Poseidon     |
| 100 m bröstsim | Elisabeth Hernth 1.24,1                                        | SK Ägir          | Margareta Winquist 1.26,0 | SK Neptun     | Kersti Östman 1.27,1      | Malmö SS        |
| 4x50 m frisim  | SK Neptun 2.03,7                                               | SK Neptun 2.03,7 | SK Ran 2.04,1             | SK Ran 2.04,1 | Malmö SS 2.04,1           | Malmö SS 2.04,1 |
| 4x50 m frisim  | Anita Hellström Jane Cederqvist Tanya Nilsson Bibbi Segerström |                  |                           |               |                           |                 |